# Історія Палау
Палау відноситься до найменших держав світу. Розташована в Океанії на островах Мікронезії.

## Найдавніші  часи
Острови  Палау  були  заселені  близько  4 тис. років  тому.  Вони  прийшли  сюди  з  території  сучасних  Філіппінів  або  Індонезії.  Корінне  населення  Палау  -  мікронезійці  у  расовому  стосунку  утворюють  особливу,  близьку  до  полінезійців  групу,  що  сформувалась  в  результаті  змішування  австралоїдних  та  монголоїдних  елементів.  Серед  мікронезійців   при  цьому  австралоїдні  риси   в  цілому  виражені  сильніше,  ніж  серед  полінезійців.  В  них,  зокрема,  більш  темніша  шкіра.  Деякі  вчені відзначають  разючу  схожість   мікронезійців  з  веддами, що  жили  в  Індії.

## Епоха  географічних відкриттів
З  європейців  на  островах  Палау  першим  побував  іспанець  Руї Лопес де Вільялобос  у  1543 р.  Але  про  них  забули, і  їх  повторно  відкрив  іспанець  Де Паділья  в  1710 р.  У  1783  після  загибелі  британського  корабля  «Антилопа»  під  командуванням  капітана Г.Вільсона  на  острови  було  занесено  хвороби,  і  протягом  короткого  часу  чисельність  місцевого  населення скоротилась  в  10  разів:  з  50  до  5  тис.  У  1876  та  1883  тут  побував  російський  дослідник  українського  походження  Миклухо-Маклай,  залишивши  про  це  цікаві  описи.

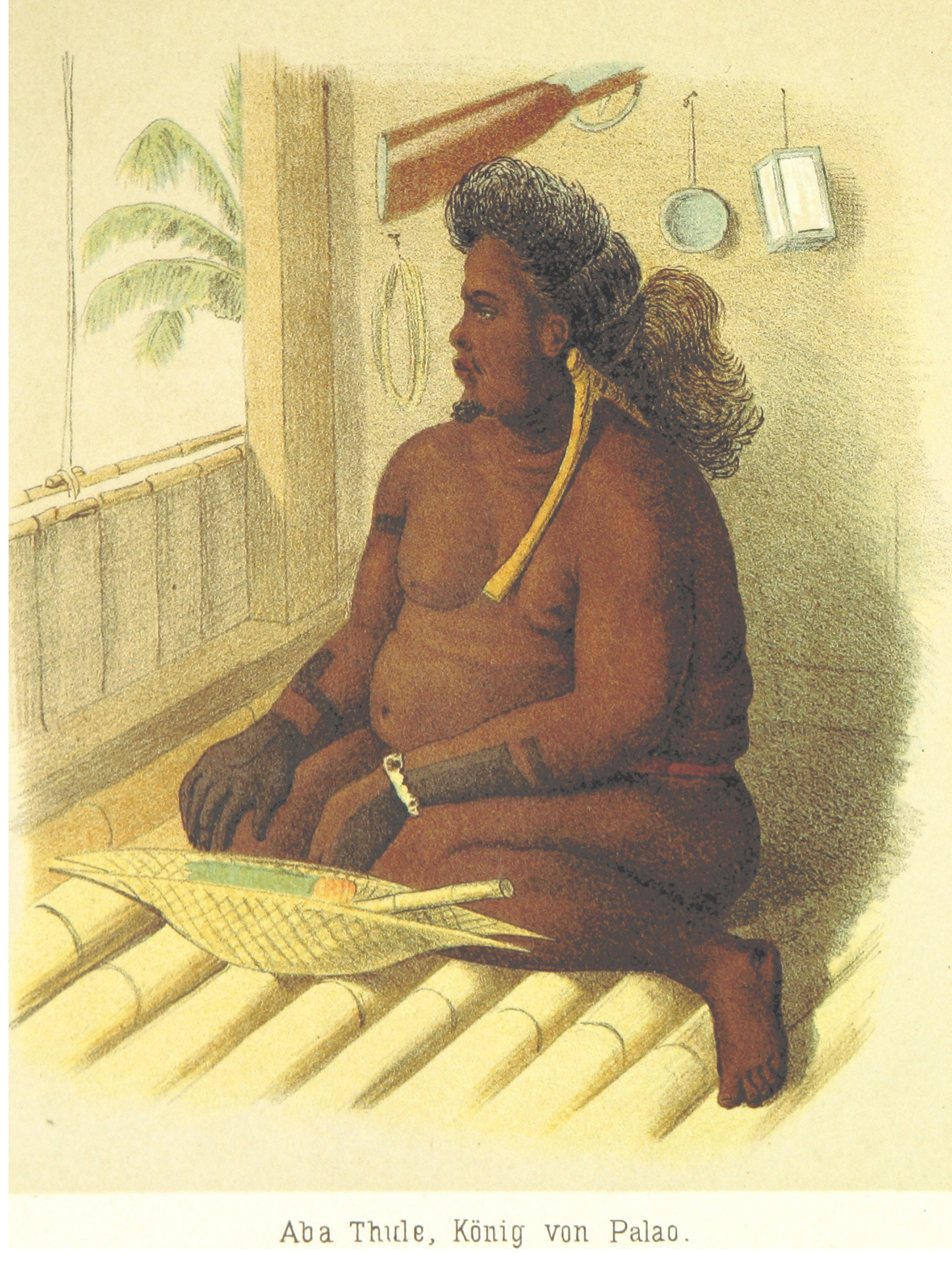
Аба Туле, король Палау, 1883 р.

## Колоніальний період
З 1886 року островами володіла Іспанія. У 1899 їх викупила Німеччина, а в жовтні 1914 р. острови захопила Японія під час Першої світової війни. 17 грудня 1920 року вона отримала мандат Ліги Націй на цю територію.
Восени 1944 року війська США завоювали острови Палау під час  Другої світової війни. 18 липня 1947 року над островами було встановлено опіку ООН, яку здійснювали США. 1 січня 1981 року Палау стали автономною республікою в асоціації з США.

## Незалежність
1 жовтня 1994 проголошена незалежність Республіки Палау.  Тоді  її  президентом  був  Куніо Накамура.  15 грудня  1994 р.  Палау  стала  членом ООН. Законодавство, що зробило Палау "офшорним" фінансовим центром, було прийнято Сенатом у 1998 році. У 2001 році Палау прийняв перше банківське регулювання та закони про боротьбу з відмиванням грошей. У 2005 році Палау спільно з Мікронезією розробило програму, яка до 2020 року дозволить зберегти 30% прибережних вод та 20% лісових земель від знищення. У 2012 році Скелясті острови (Челбанеб) Палау були оголошені об'єктом всесвітньої спадщини ЮНЕСКО. У 2001-2009, та з 2013 президентом країни був Томмі Ременгесау,  2009-2013 рр. -  Джонсон Торібіонг.
У 2015 році Палау став членом Кліматичного форуму під головуванням Філіппін. В ці роки країна офіційно захистила 80% своїх водних ресурсів, ставши першою країною, яка зробила ці кроки. Захист її водних ресурсів призвів до значного зростання економіки країни менш ніж за два роки. У 2018 році Палау та Філіппіни почали відновлювати свої економічні та дипломатичні відносини. Філіппіни підтримали Палау у рішенні бути державою-спостерігачем в АСЕАН, оскільки Палау також має етнічне походження з Південно-Східної Азії.